# Серж Бетсан
Серж Бетсан (фр. Serge Betsen; 25. март 1974) бивши је професионални рагбиста и некадашњи репрезентативац Француске. Један је од најбољих играча треће линије мелеа свих времена.

## Живот и каријера
Родио се у афричкој држави Камерун. Када је имао 9 година емигрирао је са фамилијом у Француску. Могао је да игра и затвореног и отвореног крилног у трећој линији мелеа. Био је познат по добрим обарањима у одбрани.

### Клупска каријера
У каријери је играо за француски Олимпик Бијариц и за енглески тим Воспс. Занимљиво је да је 2005., преговарао и са Лестером, али није прешао у овај клуб. За Бијариц је постигао 13 есеја у 172 утакмице, а за Воспсе 7 есеја у 79 утакмица. Са Биарицом је три пута освајао титулу првака Француске. 

### Репрезентација Француске
Дебитовао је у тест мечу против Италије 1997. На том мечу је ушао у игру са клупе, а наредне три године није играо за репрезентацију Француске. Од 2000., постао је стандардни првотимац француске репрезентације. Играо је на светском првенству 2003., и постигао есеј у полуфиналу против Енглеске. У купу шест нација, сјајном игром у одбрани зауставио је Џонија Вилкинсона. У купу шест нација 2007., имао је чак 56 обарања. Био је део селекције Француске и на светском првенству 2007.

## Успеси
Титула првака Француске са Биарицом 2002, 2003, 2005.
Куп шест нација са Француском 2002, 2004, 2006, 2007.